# فاكجي جيما
فاكجي جيما (باليابانية: 外地 島) هي جزيرة تابعة محافظة أوكيناوا، اليابان. تقع في المحيط الهادئ في أرخبيل جزر كيرما.